# Degradée
Degradée foi uma banda de rock brasileira dos anos 1980 que seguia uma linha new wave. Surgida no cenário underground paulista, eles ganharam notoriedade nacional por conta do hit "Mais que um Sonhador", que tornou-se sucesso nas rádios e danceterias na década de 1980 e fez parte da trilha sonora da novela Um Sonho a Mais da TV Globo, em 1985. Essa música foi regravada por Wander Taffo no seu álbum solo "Lola", de 1996, e no DVD "Rádio Taxi Ao Vivo" de 2006.
A banda era formada por Rogério Rego (voz e guitarra), Tom Marsh (voz e guitarra), Freddy Haiat (teclados), Luiz Marcello (baixo) e Salvador Rocca (bateria). Em meados de 1985, Dudu Marote assumiu os teclados, participando da gravação do LP "Perdido no Tempo".

## Discografia
Compactos simples
- 1984 - "Mais que um Sonhador / Assim Não Dá" (Warner Music)
- 1985 - Uma Chance (Continental Records)

LPs
- 1985 - Perdido no Tempo (Continental Records)

### Detalhes dos LPs

#### Perdido no Tempo
Perdido no Tempo é o primeiro e único LP da banda Degradée. Foi gravado em 1985 no Mosh Studios e lançado pelo selo  Continental Records.
Faixas
| Lado A |                        |                                            |         |  |
| N.º    | Título                 | Compositor(es)                             | Duração |  |
| 1.     | "Uma Chance"           | Rogério Rego / Wagner Gomes                |         |  |
| 2.     | "Perdido no Tempo"     | Rogério Rego / Wagner Gomes                |         |  |
| 3.     | "Máquina do Amor"      | Tom Marsh                                  |         |  |
| 4.     | "Sabor de Ilusão"      | Rogério Rego / Wagner Gomes / Freddy Hayat |         |  |
| 5.     | "Errando e Aprendendo" | Rogério Rego / Wagner Gomes                |         |  |

| Lado B |                                                                           |                                              |         |  |
| N.º    | Título                                                                    | Compositor(es)                               | Duração |  |
| 6.     | "Sozinho"                                                                 | Rogério Rego / Wagner Gomes / Salvador Rocca |         |  |
| 7.     | "Tarde Demais"                                                            | Freddy Hayat / Tom Marsh                     |         |  |
| 8.     | "Areia-mar"                                                               | Rogério Rego / Wagner Gomes                  |         |  |
| 9.     | "Sonho"                                                                   | Rogério Rego / Wagner Gomes                  |         |  |
| 10.    | "Rock Shock da Mamãe" (Part. Especial: Roger Moreira, do Ultraje a Rigor) | Ildo Oliva                                   |         |  |